# Iwankiw (hromada Stanysziwka)
Iwankiw (ukr. Іванків, pol. Iwanków) – wieś na Ukrainie, w obwodzie żytomierskim, w rejonie żytomierskim, w hromadzie Stanysziwka. W 2001 liczyła 809 mieszkańców, spośród których 788 wskazało jako ojczysty język ukraiński, 18 rosyjski, a 3 białoruski.

## Historia
W przeszłości wieś należała do Fortunata Michałowskiego i Marianny Morżkowskiej. Przed 1795 roku rozpoczęto budowę kościoła katolickiego, który ufundowali małżeństwo Pawła i Heleny Borcyków, podczaszych żytomierskich. W 1800 roku kościół nadal był budowany. Od 1800 roku być może własność rodziny Obuchowskich. W 1843 z fundacji Obichowskich wybudowano drewnianą cerkiew. W 1863 roku powstała szkoła parafialna. Podczas okupacji niemieckiej ponownie wznowiono nabożeństwa w kościele. 

## Zabytki
- W latach 1784-1800 wybudowano kościół rzymskokatolicki, który obecnie pełni funkcję cerkwi prawosławnej ku czci Narodzenia Najświętszej Marii Panny. Zbudowano go dzięki fundacji Pawła i Heleny Borcyków, podczaszych żytomierskich[2]. Kościół zaliczany do podobnej do siebie grupy kościołów o fasadach palladianizujących (obok kościoła Starej Kotelni, Toporach, Mańkowcach, trynitarzy w Łucku, Ostróżku Wielkim, św. Barbary w Berdyczowie, pijarów w Warszawie)[2].

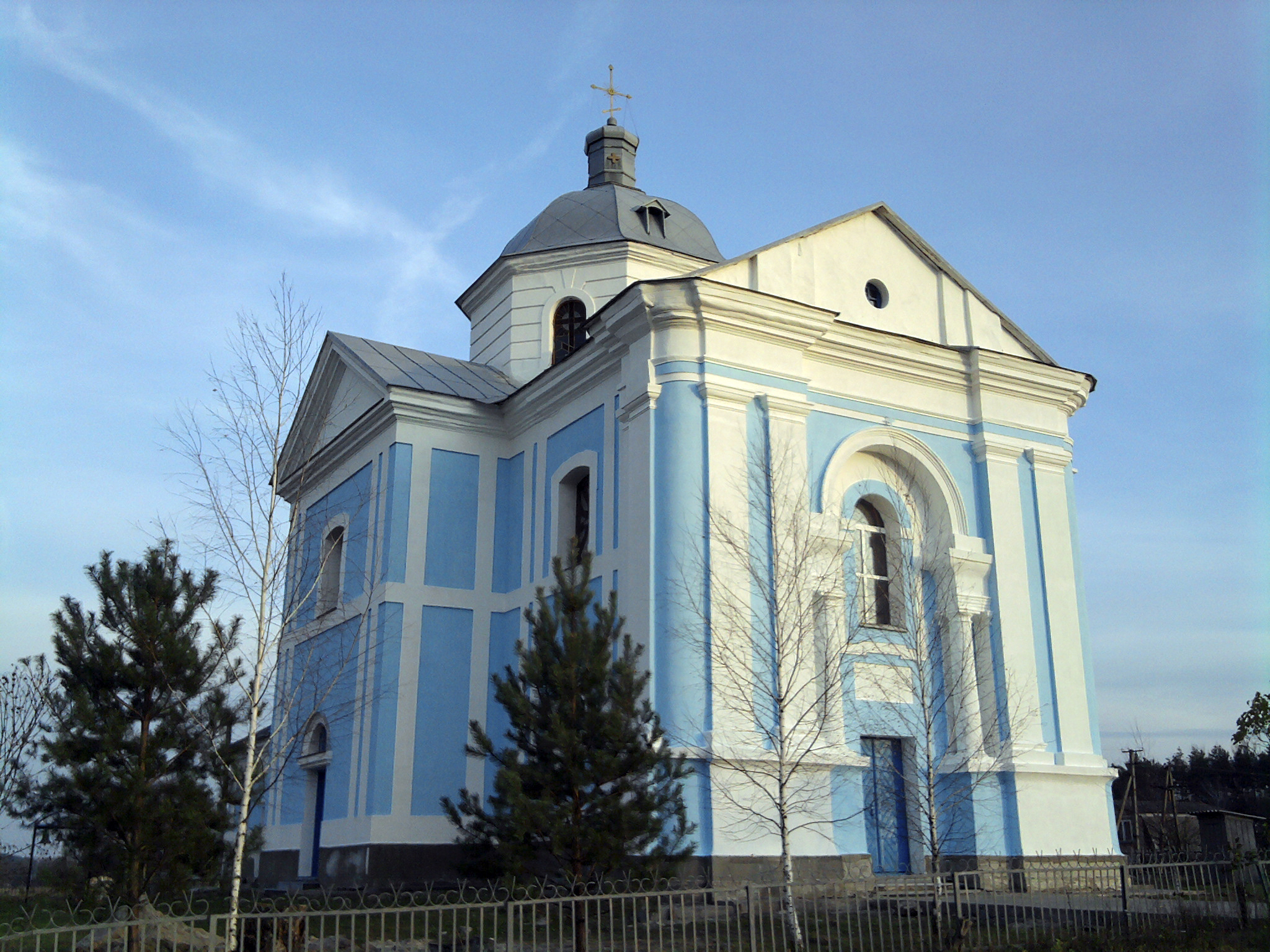
Kościół
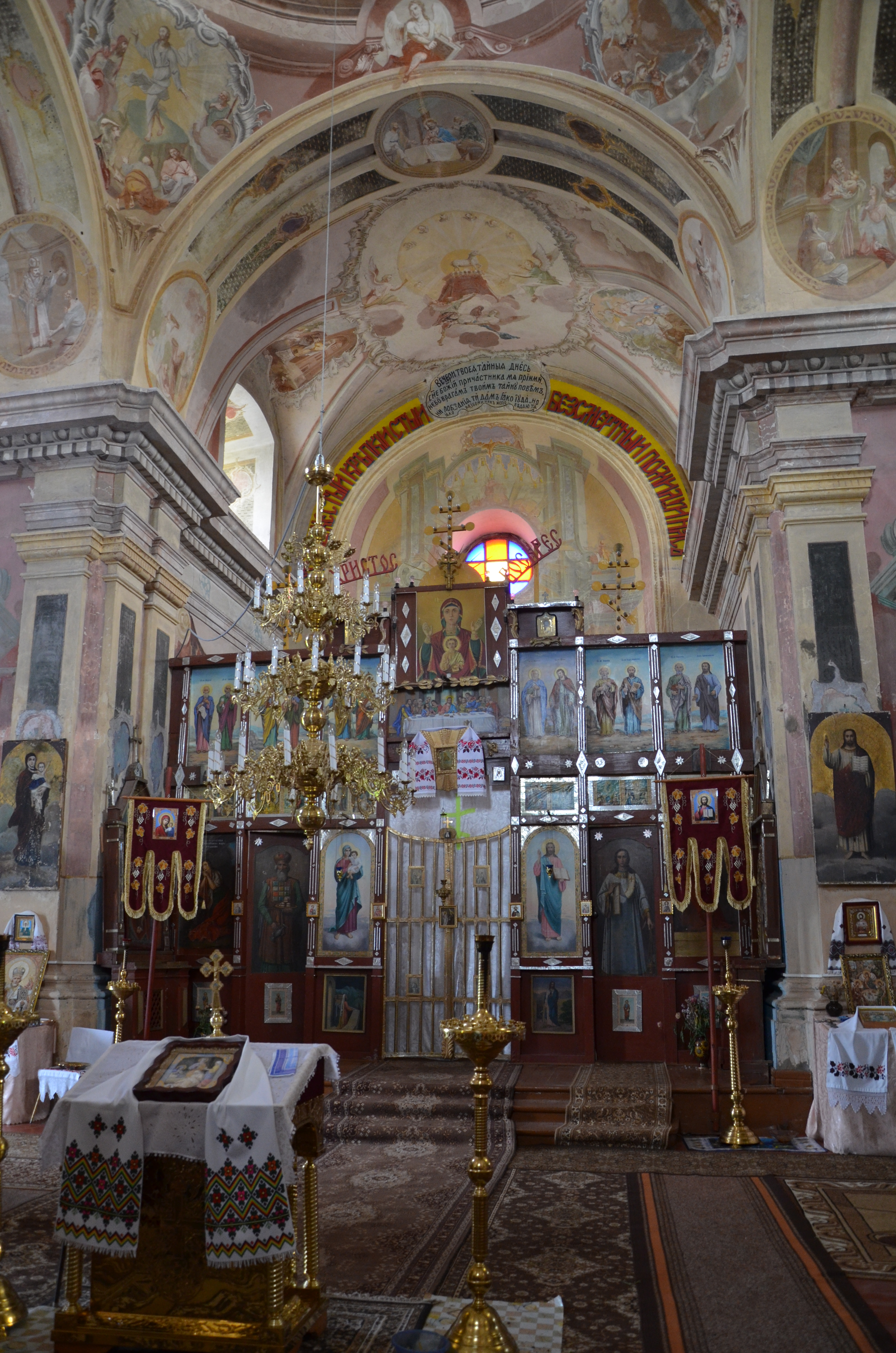
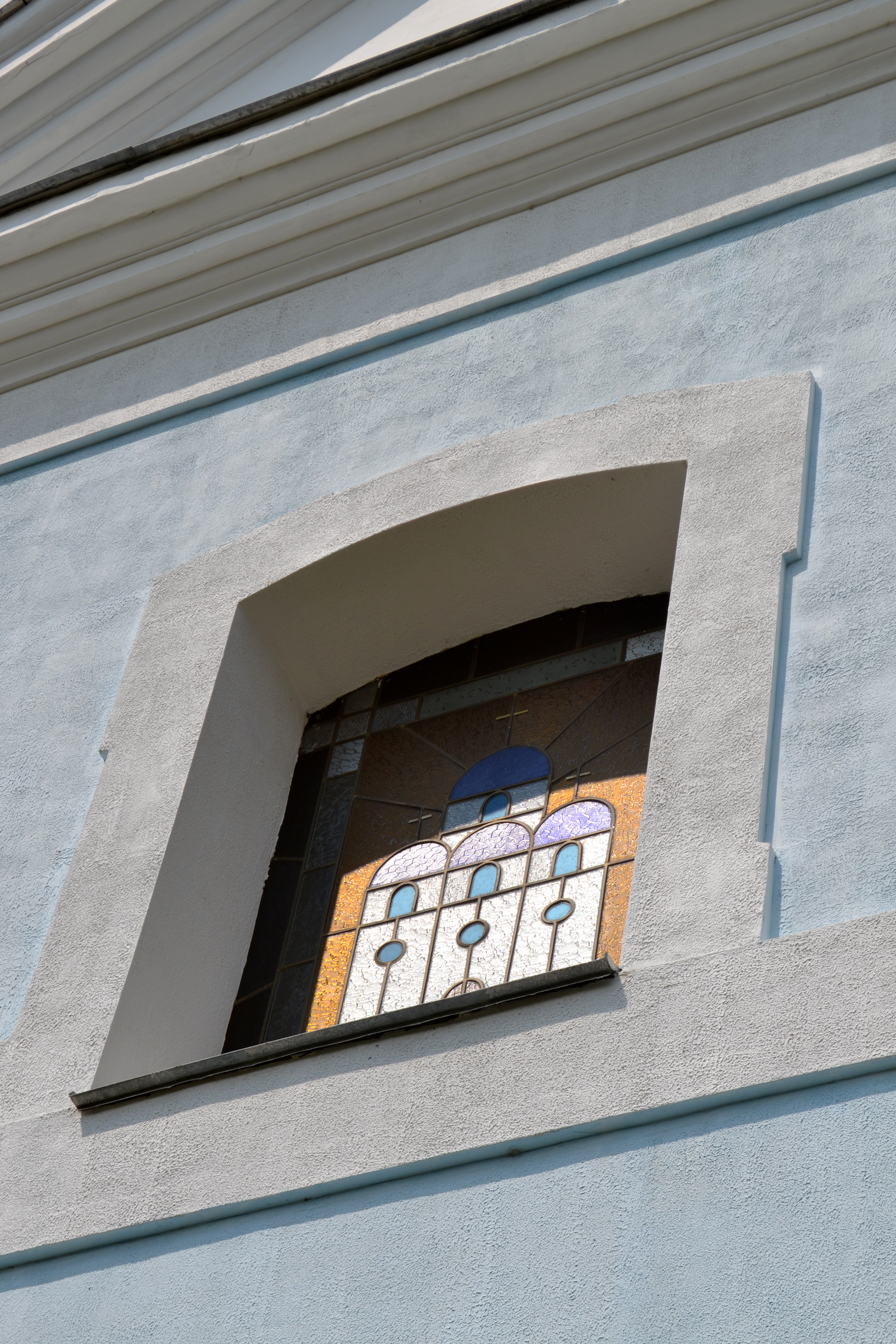